# 莱萨吕埃勒鲁瓦
莱萨吕埃勒鲁瓦（法語：Les Alluets-le-Roi，法語發音：[le.z‿alɥɛ lə ʁwa] ⓘ）是法国伊夫林省的一个市镇，属于圣日耳曼昂莱区。

## 地理
莱萨吕埃勒鲁瓦（48°54'51"N, 1°55'9"E）面积7.39 平方千米，位于法国法蘭西島大區伊夫林省，该省份为法国北部内陆省份，北起瓦兹河谷省，西接厄尔省，西南接厄尔-卢瓦省，东南接埃松省，东临上塞纳省。
与莱萨吕埃勒鲁瓦接壤的市镇（或旧市镇、城区）包括：巴兹蒙、克雷皮耶尔、埃克维伊、莫兰维利耶、奥热瓦勒。
莱萨吕埃勒鲁瓦的时区为UTC+01:00、UTC+02:00（夏令时）。

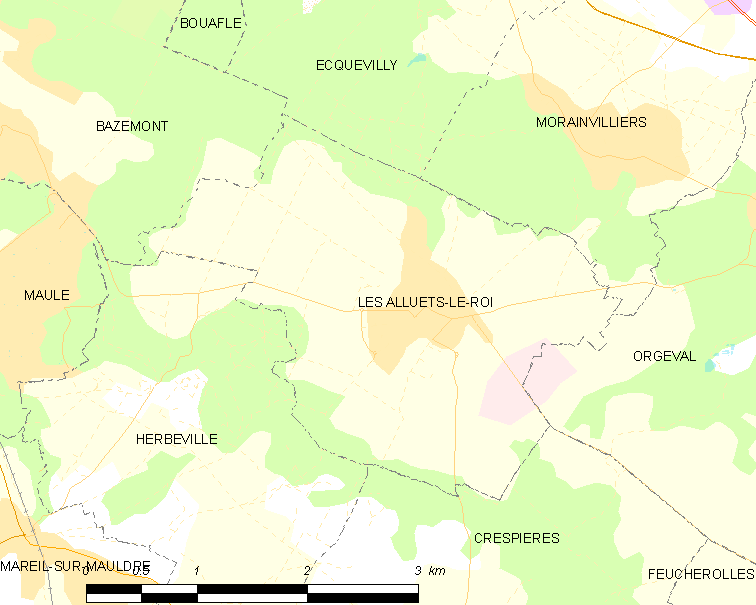
莱萨吕埃勒鲁瓦的OSM定位图

## 行政
莱萨吕埃勒鲁瓦的邮政编码为78580，INSEE市镇编码为78010。

## 政治
莱萨吕埃勒鲁瓦所属的省级选区为塞纳河畔维尔讷伊县。

## 人口

1962-2008年间莱萨吕埃勒鲁瓦人口变化图示

莱萨吕埃勒鲁瓦于2022年1月1日时的人口数量为1332人。